# 李上金
李上金（645年—690年），唐高宗第三子，母親是宮人楊氏。

## 生平
永徽元年（650年），高宗剛即位時，封李上金為杞王；永徽三年（652年），讓他遙領益州都督；乾封元年（666年），封為壽州刺史，又歷任過漉州刺史。因為武后厭惡他的母親，連帶討厭他，而相關人士知道這件事，為迎合武后心意而找了一個罪名削去李上金的官位與封邑，將他安置在澧州。
過了很久，於永隆二年（682年），武后佯裝心情愉快，上表讓李上金與鄱陽王李素節都能上朝聽政，同時加授當年曾得罪她的蕭淑妃之女義陽公主、宣城公主夫婿官職。後來封李上金為沔州刺史、李素節為岳州刺史，不准他們再干預朝政。嗣聖元年（684年），李上金、李素節、義陽公主與宣城公主奔高宗之喪，同年封李上金為畢王，又改封為澤王、蘇州刺史；垂拱元年（685年），改封為陳州刺史；永昌元年（689年），授太子左衛率，改任隨州刺史。
載初元年（690年），武承嗣要求周興誣告李上金與李素節謀反，於是將他們兩人召回洛陽後交付御史台處理。後來李素節在南龍門驛被殺害，李上金得知後相當恐懼，遂上吊自殺。
李上金死後，在《旧唐书》中，他的七个儿子流放顯州，其中六子都死在當地，僅剩李義珣存活。唐中宗復位後，恢復李上金的官爵，並以李義珣為嗣澤王。而在《新唐书》中，上金有九个儿子。后人有五世孙嗣泽王李彦回。

## 子孙
- 李義珍
- 李義玫
- 李義璋
- 李義環
- 李義瑾
- 李義璲[1]
- 李義瑜，长平王
- 李義璡
- 李義琛
- 李義现
- 李義玮
- 李義珪[2]
- 李義珣，嗣泽王
  - 李潓，嗣泽王、秘书监、守光禄卿，赠扬州大都督
    - 李润，嗣泽王、宗正少卿兼右千牛卫将军，赠绛州刺史
      - 李溶，嗣泽王、权知殿中监、扬州左司马
        - 李彦回，庐州长史、嗣泽王[3]
          - 李恩
          - 李桂
          - 李诜
          - 李贺

        - 李符圣，礼泉县丞[4]
        - 李彦温[5]
          - 李廷敏
          - 李廷梦

## 延伸阅读
[在维基数据编辑]
 《舊唐書/卷86》，出自刘昫《舊唐書》
 《新唐書·卷081》，出自《新唐書》